# Інститут української мови НАН України
Інститу́т украї́нської мо́ви НАН України (скор. ІУМ НАНУ) — науково-дослідна установа, де всебічно вивчають українську мову, головний координаційний центр в Україні з проблем дослідження української мови. Діяльність Інституту спрямована також на те, щоб утверджувати українську мову як державну в мовному просторі України, досягти мовної гармонії в житті сучасного громадянського суспільства.

## Історія
Інститут української мови створено 16 жовтня 1991 р. на базі україністичних відділів Інституту мовознавства імені О. О. Потебні НАН України (теорії та історії української мови, лексикології та лексикографії, культури української мови, діалектології та ономастики). Він продовжив наукові традиції Інституту української наукової мови Української академії наук, який утворено 30 травня 1921 року на основі термінологічних комісій Українського наукового товариства в Києві й Правописно-термінологічної комісії УАН.
Від часу заснування установи нею керували: 1991—1998 рр. — О. О. Тараненко, 1998—2008 рр. — В. В. Німчук, від 2008 р. — П. Ю. Гриценко.

## Діяльність
Основними напрямами діяльности Інституту є дослідження української мови як суспільного, структурного, історичного, ареального й національно-культурного явища. Вивчення української мови спрямоване на пізнання:
- суспільного статусу, функцій української мови;
- структури української літературної мови — словникового складу, граматичної будови, унормування й кодифікації літературної мови на різних рівнях;
- соціальної, професійної та територіальної диференціації української мови;
- джерел формування й історичного розвитку української мови;
- зв'язків української мови з іншими слов'янськими й неслов'янськими мовами в різний час її становлення й розвитку;
- формування й динаміки ономастичної системи України;
- розвитку термінологічних підсистем різних галузей знань і професійної діяльности.

Низку наукових завдань співробітники Інституту української мови НАН України реалізують у співпраці з фахівцями інших країн.
У межах міжнародного наукового проєкту «Загальнослов'янський лінгвістичний атлас» працівники Інституту вивчають українські діалекти, співпрацюючи з мовознавчими установами академій усіх слов'янських країн і Німеччини (опубліковано 12 томів, робота триває). Науковці співпрацюють також з ученими європейських країн у створенні «Лінгвістичного атласу Європи» (д. філол. н., проф. П. Ю. Грицен).
Науковці Інституту були співвиконавцями започаткованого в 90-х роках XX ст. Комісією з розвитку слов'янських літературних мов Міжнародного комітету славістів проєкту Najnowsze dzieje języków słowiańskich (координатор С. Ґайда; Ополє, Польща). Результатом стало колективне дослідження «Українська мова 1945—1995 pp.» (1999 р.) (д. філол. н., проф., чл.-кор. НАН України С. Я. Єрмоленко).

## Структура
Інститут має таку структуру:
- Відділ діалектології;
- Відділ граматики та наукової термінології;
- Відділ лексикології, лексикографії та структурно-математичної лінгвістики;
- Відділ стилістики, культури мови та соціолінгвістики;
- Відділ історії української мови та ономастики.

В Інституті функціонують наукова рада «Українська мова», рада молодих учених, спеціалізована вчена рада із захисту дисертацій Д 26.173.01 (голова ради — доктор філологічних наук П. Ю. Гриценко; учений секретар — кандидат філологічних наук В. М. Фурса).

## Періодичні видання
Інститут української мови видає низку періодичних видань, серед яких наукові та науково-популярні часописи:
- «Українська мова» [Архівовано 20 лютого 2020 у Wayback Machine.] (щоквартальний науково-теоретичний журнал, у якому публікують наукові здобутки в царині української мови. Проблематика досліджень надзвичайно широка й стосується всіх сфер лінгвоукраїністики);
- «Культура слова» [Архівовано 19 грудня 2021 у Wayback Machine.] (науково-популярний щопіврічник, присвячений питанням культури мови. Тематика видання розрахована на широке коло читачів, які цікавляться питаннями естетики слова в художньому творі, сучасною термінологією, значенням фразеологізмів, паронімів, синонімів, складними випадками слововживання, правопису тощо);
- «Лексикографічний бюлетень» [Архівовано 19 грудня 2021 у Wayback Machine.] (щорічне видання, яке охоплює проблематику досліджень, зорієнтованих на лексикографічне осмислення української мови: теоретичні засади створення словників класичними методами та з використанням комп'ютерних технологій; узагальнення лексикографічного досвіду, аналіз сучасних тенденцій української лексикографії в контексті як лінгвоукраїністики, так і славістики та ін.);
- «Студії з ономастики та етимології [Архівовано 19 грудня 2021 у Wayback Machine.]» (щорічний збірник наукових праць. Статті присвячені актуальним питанням синхронної та діахронної ономастики, етимологічній інтерпретації різних лексичних одиниць, тут розміщують матеріали до ономастичних словників);
- «Термінологічний вісник [Архівовано 19 грудня 2021 у Wayback Machine.]» (виходить один раз на два роки, проблематика досліджень видання: теоретичні аспекти термінології, історія, стан та перспективи розвитку української термінології, термінологія різних галузей знань, термінологічна лексикографія тощо).

## Адміністрація інституту
- П. Ю. Гриценко — директор, доктор філологічних наук, професор;
- Н. Г. Горголюк — заступник директора з наукової роботи, кандидат філологічних наук;
- В. О. Яцій — учений секретар, кандидат філологічних наук.